# Economia de Xile

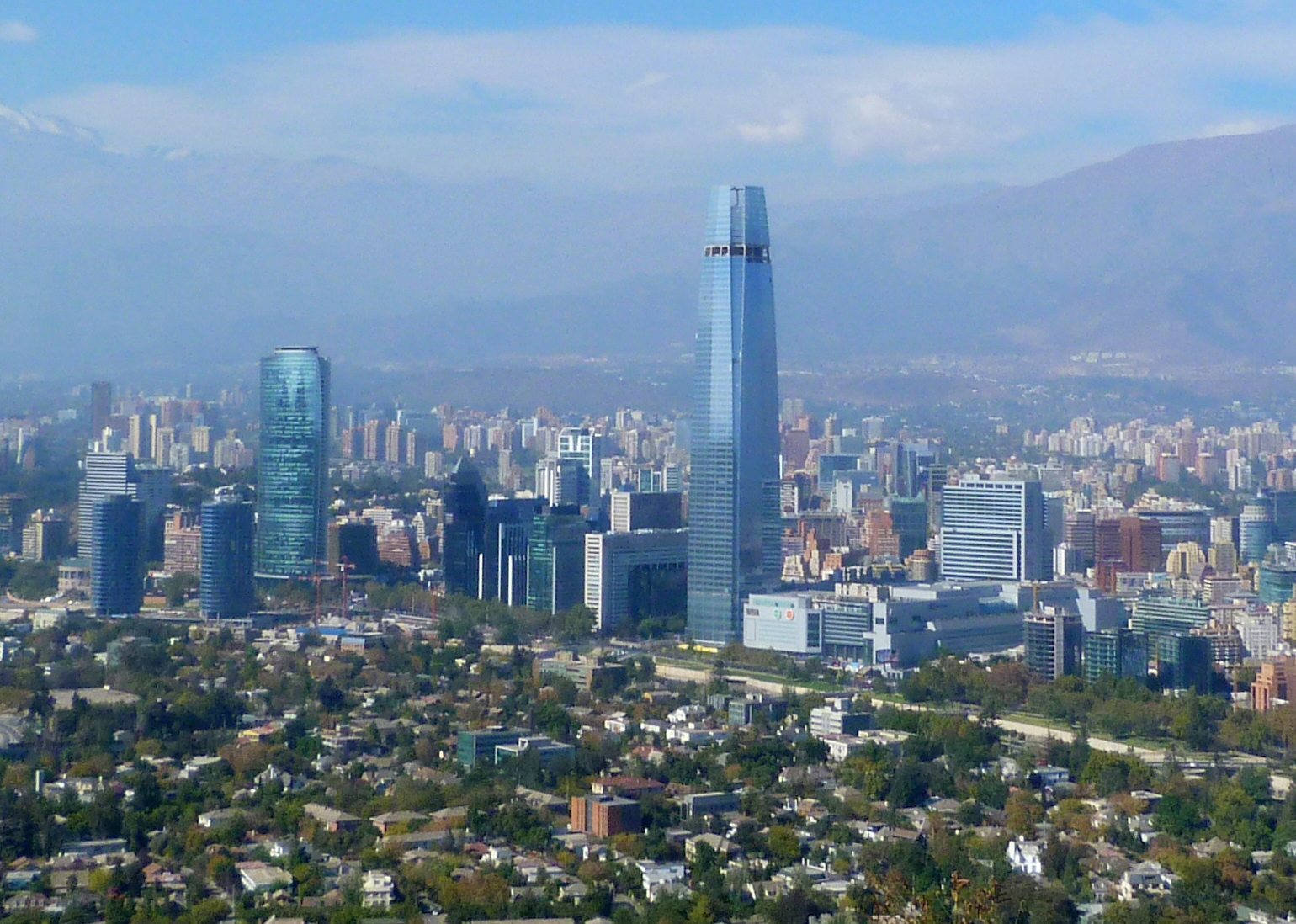
Edificis moderns a Santiago de Xile.

L'economia de Xile està orientada al mercat, amb l'elevat nivell de comerç exterior. Ostenta índexs notables quant a competitivitat, llibertat econòmica, desenvolupament financer, creixement econòmic, i es consagra com l'economia més dinàmica d'Amèrica Llatina i la segona a nivell mundial. A més, té la qualificació del deute extern més favorable del continent.
Quant a la inversió estrangera, Xile va atreure en 2012 gairebé el 28% de les inversions a l'Amèrica Llatina amb USD 30 323 milions, mentre que en termes d'inversió cap a l'exterior d'empreses de Xile va atreure en el mateix any gairebé el 50% amb USD 21 090 milions, convertint-se en la segona economia en recepció i exportació de capitals i la primera en relació al seu PIB a Amèrica Llatina.

## Resum general

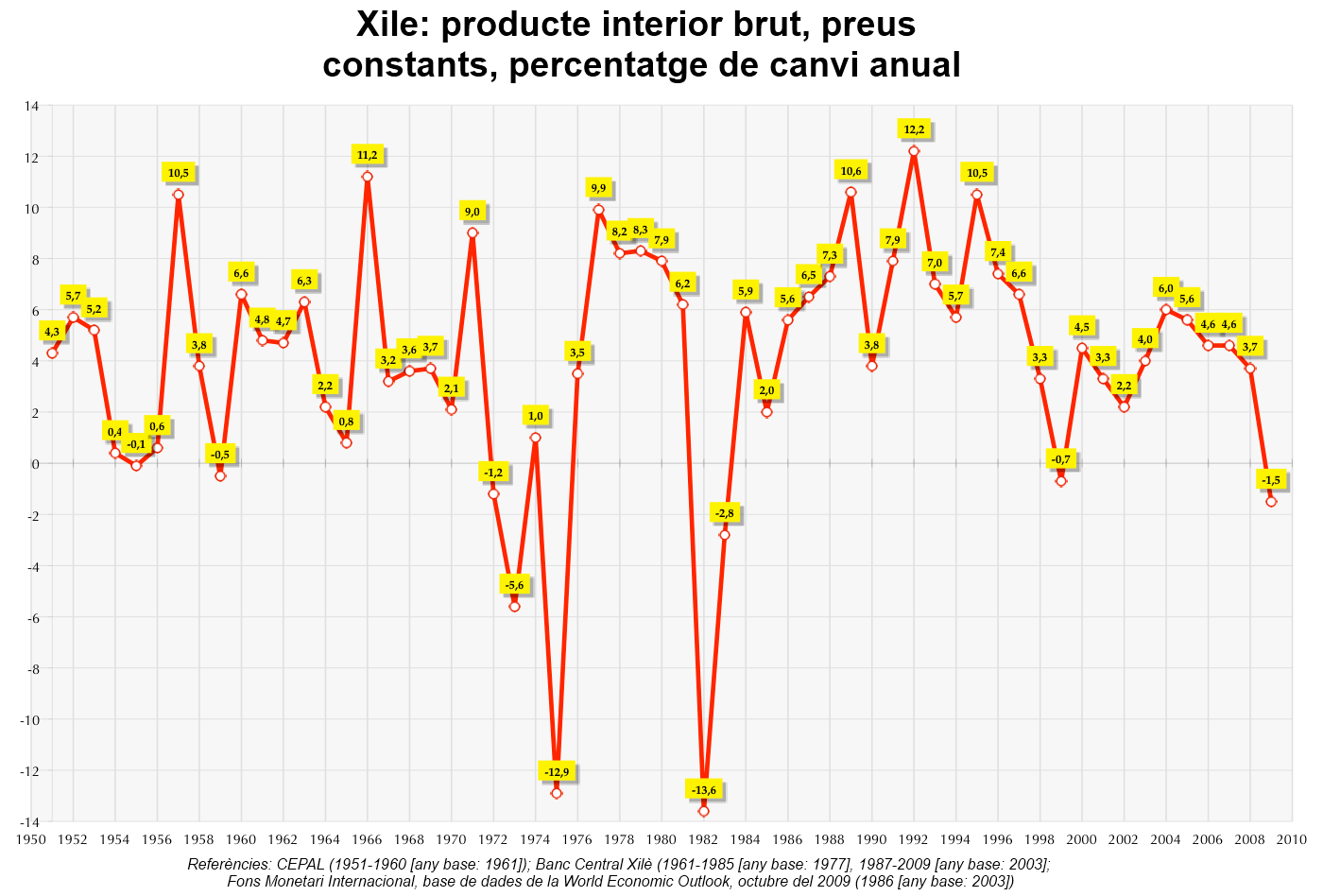
Creixement del PIB xilè des de 1961.

Durant la dècada de 1990 la reputació de Xile com a país model per a les reformes econòmiques es va enfortir amb les primeres eleccions democràtiques del país i la sortida del govern militar d'Augusto Pinochet. El creixement mitjà anual del PIB va ser del 8% durant 1991-1997, i des de llavors ha estat al voltant del 3-4% per causa de la implementació de polítiques monetàries més estrictes i els efectes de les crisis financeres mundials.
El 1999 Xile tindria el primer decrement del seu PIB en més de 15 anys. A pesar de la recessió, el Xile va mantenir la reputació de tenir institucions financeres fortes i polítiques sòlides i, per tant, té la qualificació més alta del deute extern de Sud-amèrica. El país es va recuperar ràpidament, i va tenir un creixement del 4,2% el 2000. Els anys subsegüents, el creixement va ser una mica menor (al voltant del 3%), per causa de la crisi argentina. El 2004, va tenir un creixement de 5,8%, degut als alts preus del coure, un creixement de les exportacions així com de la inversió estrangera. La desocupació, però, encara és un problema de l'economia xilena, la qual s'ha mantingut a taxes al voltant del 8-10%. Altres reptes de Xile són millorar la distribució de la riquesa socialment i geogràficament (la major part del creixement està centrat a l'àrea metropolitana de Santiago, on viu el 40% de la població), i reduir la dependència de les exportacions de coure, ja que una caiguda dels preus d'aquest material es podria traduir en una severa contracció econòmica i la reducció de la despesa governamental.

## Comerç exterior
L'economia xilena depèn força del comerç internacional. El 2004 les exportacions representaven el 35% del PIB. Xile és força dependent de les exportacions del coure i, per tant, s'ha beneficiat els últims anys dels alts preus d'aquest metal. Codelco és l'empresa del govern que té monopoli de la producció del metal. Així i tot, altres productes d'exportació no tradicionals han crescut a taxes més altes que les exportacions de coure i altres minerals. El 1975 les exportacions no minerals representaven el 30% de les exportacions totals, avui dia representen el 60%.
El comerç va tenir un superàvit històric de 9.000 milions de dòlars nord-americans el 2004. Les exportacions van tenir un creixement del 52,1% el 2004, primer any de la implementació del Tractat de Lliure Comerç amb els Estats Units. Els principals socis comercials de Xile són Europa (25,1%), Àsia (33,1%), Sud-amèrica (15,7%) i Nord-amèrica (19%). Xile va reduir unilateralment la taxa sobre les importacions de tots els països amb els quals no té un tractat de lliure comerç al 6% el 2003.
Com Mèxic, Xile és un país molt obert comercialment. La dècada de 1990, Xile va signar Tractats de Lliure Comerç amb Mèxic, Canadà i l'Amèrica Central. També va realitzar tractats de comerç preferencial amb Veneçuela, Colòmbia, i l'Equador. El 1996 es va convertir en membre associat del Mercosur (que inclou a l'Argentina, el Brasil, Paraguai i Uruguai, amb els quals ha signat tractats de lliure comerç). Xile també és membre de la Cooperació Econòmica d'Àsia i el Pacific (APEC), i el govern té la intenció d'establir enllaços comercials més estrets amb els mercats asiàtics. El 2003 Xile es va convertir en el segon país llatinoamericà, després de Mèxic a signar un tractat de lliure comerç amb la Unió Europea. Finalment el 2004, Xile va signar un tractat similar amb els Estats Units.

## Finances i negocis
El sector financer de Xile ha crescut més ràpidament que no pas altres àrees de l'economia els últims anys. Una reforma bancària aprovada el 1997 va ampliar l'activitat estrangera als bancs xilens. El govern xilè va implementar una major liberalització del mercat de capitals el 2001. Per tant, els xilens han gaudit recentment de la introducció de noves eines financeres de préstecs bancaris per als habitatges, bons, i l'ús de cartes de dèbits. El deute del país, però, és alt, i va representar el 50% del PIB el 2004, encara que és baix comparat amb altres països sud-americans com ara l'Argentina i Xile. La qualificació del deute extern és una de les més altes de Llatinoamèrica (Standard and Poor's A+).
L'obertura comercial de Xile, les altes taxes de creixement, i el baix nivell de corrupció (el nivell de transparència de Xile ha rebut una millor qualificació fins i tot que als Estats Units), han fet que la capital, Santiago de Xile, s'hagi convertit en la capital dels negocis de Llatinoamèrica. Els últims dos anys ha estat catalogada com la millor ciutat per a fer negocis de la regió, damunt la ciutat nord-americana de Miami (2a posició) i Monterrey, Mèxic (3a posició).